# Splitsko-trogirski ratovi
Splitsko-trogirski ratovi, niz sukoba srednjovjekovnih komuna Splita i Trogira koji su se odvili u sredinom 13. stoljeća, nakon mongolske invazije na Kraljevinu Ugarsku i Kraljevinu Hrvatsku i Dalmaciju. U pozadini sukoba bio je teritorijalni spor između Splita i Trogira, čija je eskalacija nastupila po dolasku ugarsko i hrvatskog kralja Bele IV. (1235. – 1270.) u Dalmaciju, kamo je stigao bježeći pred Mongolima.

## Pozadina prvog sukoba Splita i Trogira
Godine 1241. kralj Bela IV. povukao se s obitelji, dvorom i vojskom prema Hrvatskoj, strahujući od prodora mongolskih osvajača koji su ga slijedili. Iz Zagreba je krenuo prema jadranskoj obali. Ženu i djecu je poslao na sigurno u Split, ali su na nagovor takmaca uzeli utvrdu Klis kao svoje utočište. Po kraljevu dolasku u Split, izbio je sukob između Bele IV. i Splićana, jer je kralj bio nezadovoljan brzinom gradnje broda kojeg je tražio te je kralj u srdžbi napustio Split i zaputio se prema Trogiru, odakle je prešao na otok Čiovo.
Mongolski vojskovođa Kadan je početkom ožujka došao pred Klis i započeo opsadu grada. Kada su Mogoli shvatili da kralj Bela IV. nije u utvrdi okrenuli su vojsku prema Splitu i Trogiru. Budući da nisu mogli zarobiti kralja koji se krio na brodovima na moru, mongolska vojska se povukla preko Bosne, Srbije i Bugarske prema Dunavu, a kralj Bela IV. se vratio u Ugarsku, dok je kraljica Marija ostala još neko vrijeme u Klisu, gdje su joj za vrijeme opsade umrle dvije male kćeri, Katarina i Margarita, koje su potom prenesene u Split i bile pokopane u Splitskoj katedrali.
Srdit na Split koji je podbacio u pomoći kralju, Bela IV. je izdao niz privilegija Trogiru i Braču, kojeg je oduzeo Splićanima, ali nije potvrdio privilegije Splitu, kako bi kaznio Splićane. Sukob između Splita i Trogira imao je za okidač sporne teritorije koje je ugarski i hrvatski kralj Gejza II. potvrdio 1151. godine Trogiranima, dok su Splićani krivotvorenom ispravom kralja Kolomana pokušavali dokazati da je taj prostor kojem je pripadala i vila Ostrog zapravo njihova svojima. Problematiku je produbio herceg Andrija koji je 1200. godine teritorij Sv. Vitala potvrdio Trogiru, a 1207. godine to isto područje, koje je uključivalo selo Ostrog, potvrdio splitskom nadbiskupu Bernardu I. (1196. – 1217.). Kasnije je Andrija opet sve zemljište potvrdio Trogiranima, da bi kralj Bela IV. privilegijem 18. ožujka 1242. godine potvrdio ispravu kralja Andrije II. (1205. – 1235.) Trogiranima.

## Prvi splitsko-trogirski rat (1243.)
Nezadovoljni kraljevim odlukama i predajom spornog zemljišta Trogiranima, splitski potestat Bernard iz Trsta (1243. – 1244.) poveo je skupinu naoružanih ljudi prema Trogira te je zarobio 50 Trogirana i odveo ih u Split, gdje ih je bacio u tamnicu. Kako ne bi izbio veći sukob, u rješenje se uključio fra Girardo iz Mutine, čijim je posredovanjem došlo do pregovora i sporazuma između Splita i Trogira 11. rujna 1243. godine, po kojemu je selo Ostrog pripalo splitskom nadbiskupu, dok su teritoriji Sv. Vitala i Bijaća ostali pod vlašću Trogira.
Rješenjem spora nisu bili zadovoljni ni Splićani, ni Trogirani, ali su Splićani ipak pustili sve trogirske zarobljenike i prihvatili uvjete mira. Međutim, Trogirani nisu željeli prepustiti Splićanima Ostrog pa su zatražili od kralja Bele IV. da poništi sporazum iz 1243. godine. On je to učinio i potvrdio raniji privilegij Trogiranima iz 1242. godine.

## Drugi splitsko-trogirski rat (1243.)
Splitski potestat Bernard nije želio prihvatiti takvo rješenje pa je počeo spremati vojsku i graditi bojne sprave za rat protiv Trogira. Na to su Trogirani ponudili Splićanima nagodbu i sklapanje mira, ali Splićani su odbili ponudu i krenuli s brodovima prema Trogiru. Kada su se akvatoriju između Splita i Trogira susrelo splitko i trogirsko brodovlje, Trogirani su uvidjeli da je njihovo brodovlje slabije pa su se povukli prema Trogiru. Pred Trogirom se zametnula pomorska bitka koja je trajala do noći kada su se Splićani povukli prema Splitu, a Trogirani su proslavili pobjedu i zarobljavanje gotovo 40 Splićana.
Nakon pobijede, Trogirani su udružili snage s nekim hrvatskim velikašima te su stali napadati i pljačkati splitski teritorij. Ovoga puta su Splićani zatražili mir, ali su ga Trogirani odbili. Nakon toga, Splićani su za svog gradskog kneza izabrali bosanskog bana Ninoslava, koji je došao s jakom vojskom, udružio je sa splitskim odredima i potom napao i pljačkao trogirsko polje. U međuvremenu je kliški knez Butko Julijanov pomagao Trogiranima, zbog čega je Matej Ninoslav provodio vojne operacije ne samo protiv Trogira, već i protiv Klisa. Budući da nije uspio u naumu, povukao se s većinom svoje vojske natrag u Bosnu, a grad je ostavio pod upravom šurjaka Rikarda i jednog svog sina s jednom četom konjanika.
Kako bi što više ojačali svoju stranu, Splićani su našli i druge saveznike, poput humskog kneza Andrije, Brativoja, Vukšana i Poljičane, dok su Trogirane za saveznike odabrali hrvatskog kneza Stjepka Bribirskog, Nelipca II. Nelipčića te Danijela, Kristofora i Krajnika.
Sukob se zaoštrio, a Trogirani nisu željeli pristati na mir očekujući pomoć kralja Bele IV. za kojeg su znali da nije prijateljski raspoložen prema Splićanima. Kralj im je poslao u pomoć slavonskog bana Dionizija, biskupa Bartolomeja i kneza Mihajla sa zadaćom da kazne Splićane. Istovremeno, kralj Bela je poslao drugu vojsku protiv bosanskog bana Ninoslava koji je pomagao Splićanima u sukobu. U međuvremenu su Splićani poslali svoju delegaciju na kraljev dvor i zatražili mir. Kralj Bela IV. im je savjetovao da za nadbiskupa izaberu čazmanskog prepošta Hugrina, ali nije želio odustati od kažnjavanja Splita. Kada je ban Dionizije došao na jug, utaborio se u Solinu s velikom vojskom. Splićani su poslali izazlanstvo na pregovore s banom, ali Dionizije je zahtjevao taoce i veliku novčanu otkupninu. To je razljutilo Splićane koji se nisu htjeli odreći svoje autonomije i privilegija pa su se odlučili na borbu.
Dana 12. srpnja 1243. godine, Dionizije je s vojskom potppomognutom trogirskim četama napao Split, ali su Splićani pružili jak otpor. Unatoč tome, neprijateljska vojska je opustošila i spalila gradska predgrađa, zbog čega su Splićani zatražili sklapanje mira, što je Dionizije odbio. Ipak, sutradan su se Splićani povukli iza gradskih bedema te je Dionizije uvidio da neće lako osvojiti grad, zbog čega je pristao na pregovore o miru. Mir je sklopljen 19. srpnja 1243. godine i bio je veoma težak za Splićane. Izgubili su pravo biranja stranca za kneza, morali su priznati Trogiranima pravo na Ostrog i odreći se svih privatnih posjeda na trogirskoj strani te su morali platiti 600 maraka srebra u kraljevu blagajnu i dati šest mladih plemića za taoce kao garanciju provedbe mirovnog sporazuma. Istodobno, Trogirani su se odrekli svih svojih posjeda na splitskoj strani.